# AVSBus
AVSBus (acrònim anglès de Adaptive Voltage Scaling Bus, Bus de voltatge adaptatiu) és un estàndard obert i una variant del bus PMBus el qual s'encarrega del control digital de fonts d'alimentació. AVSBus complementa el bus PMBus perquè permet un control en el punt de càrrega molt més precís. AVSBus va ser creat per l'organització SMI i una coalició de fabricants de semiconductors i fonts commutades.

## Propietats
- Alta velocitat del bus de 50 MHz[3]
- Capa física (PHY) similar al bus SPI però sense línies de Selecció:
  - AVS_MData i AVS_SData són equivalents a MOSI i MISO del bus SPI
  - AVS_Clock és equivalent a CLK del bus SPI
- Totes les trames son de 32 bits per a major velocitat
- Comparativa amb PMBus :

| Paràmetre                 | PMBus                                       | AVSBus                          |
| ------------------------- | ------------------------------------------- | ------------------------------- |
| Línies de Bus             | Clock, Data, Interrupció, Control,Protecció | AVS_MData, AVS_SData, AVS_Clock |
| Velocitat màx. de Bus I2C | 400 KHz (PMBus 1.2) 1 MHz (PMBus 1.3)       | 50 MHz                          |
| Blocks                    | fins a 32 bytes (256 bits)                  | 32 bits                         |
| Comandes d'usuari         | sí                                          | sí                              |